# Пионерский (Вологодская область)
Пионерский — посёлок в Междуреченском районе Вологодской области.
Входит в состав Сухонского сельского поселения, с точки зрения административно-территориального деления — в Сухонский сельсовет.
Расстояние до районного центра Шуйского по автодороге — 11 км. Ближайшие населённые пункты — Шихмино, Поповское, Шонорово, Парфенка, Подберезново.

## История
В 1966 г. указом президиума ВС РСФСР поселок детского дома переименован в Пионерский.

## Население
| 2010 |
| ---- |
| 135  |